# Vingt-quatre préludes de Chostakovitch
Pour les articles homonymes, voir Vingt-quatre préludes.
Les Vingt-quatre préludes, op. 34, forment un cycle de préludes pour piano du compositeur russe Dmitri Chostakovitch. Écrites de décembre 1932 à mars 1933 lorsque le compositeur avait 26 ans, ces courtes pièces parcourent le cycle des tonalités dans l'ordre des quintes en alternant modes majeur et mineur.

## Arrangements
Dans les années 1930, le violoniste Dmitri Tsyganov (de) transcrivit pour violon et piano dix-neuf de ces Vingt-quatre préludes, op. 34. Chostakovitch déclara à leur sujet, « Lorsque j'entends ces transcriptions, j'en oublie que j'ai composé au départ ces préludes pour le piano. Ils sonnent si propres au violon ». 
En 2000, la pianiste et compositrice Lera Auerbach transcrivit les cinq préludes restants. Elle en enregistre une version transcrite par elle-même pour alto et piano en 2010 avec l’altiste Kim Kashkashian.

## Discographie
Chostakovitch a enregistré les préludes n°8, 14-19 et 22-24.